# Gare d'Auboué
La gare d'Auboué est une gare ferroviaire française de la ligne de Saint-Hilaire-au-Temple à Hagondange, située sur le territoire de la commune d'Auboué, dans le département de Meurthe-et-Moselle en région Grand Est.
C'est une halte voyageurs de la Société nationale des chemins de fer français (SNCF) desservie par des trains TER Grand Est.

## Situation ferroviaire
Établie à 194 mètres d'altitude, la gare d'Auboué est située au point kilométrique (PK) 327,328 de la ligne de Saint-Hilaire-au-Temple à Hagondange, entre les gares ouvertes de Valleroy - Moineville et d'Homécourt.

## Fréquentation
De 2015 à 2024, selon les estimations de la SNCF, la fréquentation annuelle de la gare s'élève aux nombres indiqués dans le tableau ci-dessous.
| Année     | 2015  | 2016  | 2017  | 2018  | 2019  | 2020  | 2021  | 2022  | 2023  | 2024  |
| --------- | ----- | ----- | ----- | ----- | ----- | ----- | ----- | ----- | ----- | ----- |
| Voyageurs | 4 747 | 3 420 | 2 186 | 1 839 | 2 608 | 1 568 | 1 694 | 2 001 | 2 047 | 3 257 |

## Service des voyageurs

### Accueil
Halte ferroviaire SNCF, c'est un point d'arrêt non géré (PANG) à accès libre.

### Desserte
Auboué est desservie par les trains TER Grand Est qui effectuent des missions entre les gares de Verdun, ou de Conflans - Jarny et de Hagondange, ou de Metz-Ville.

### Intermodalité
Le stationnement des véhicules est possible à proximité de l'ancien bâtiment voyageurs.